# Endoplasma

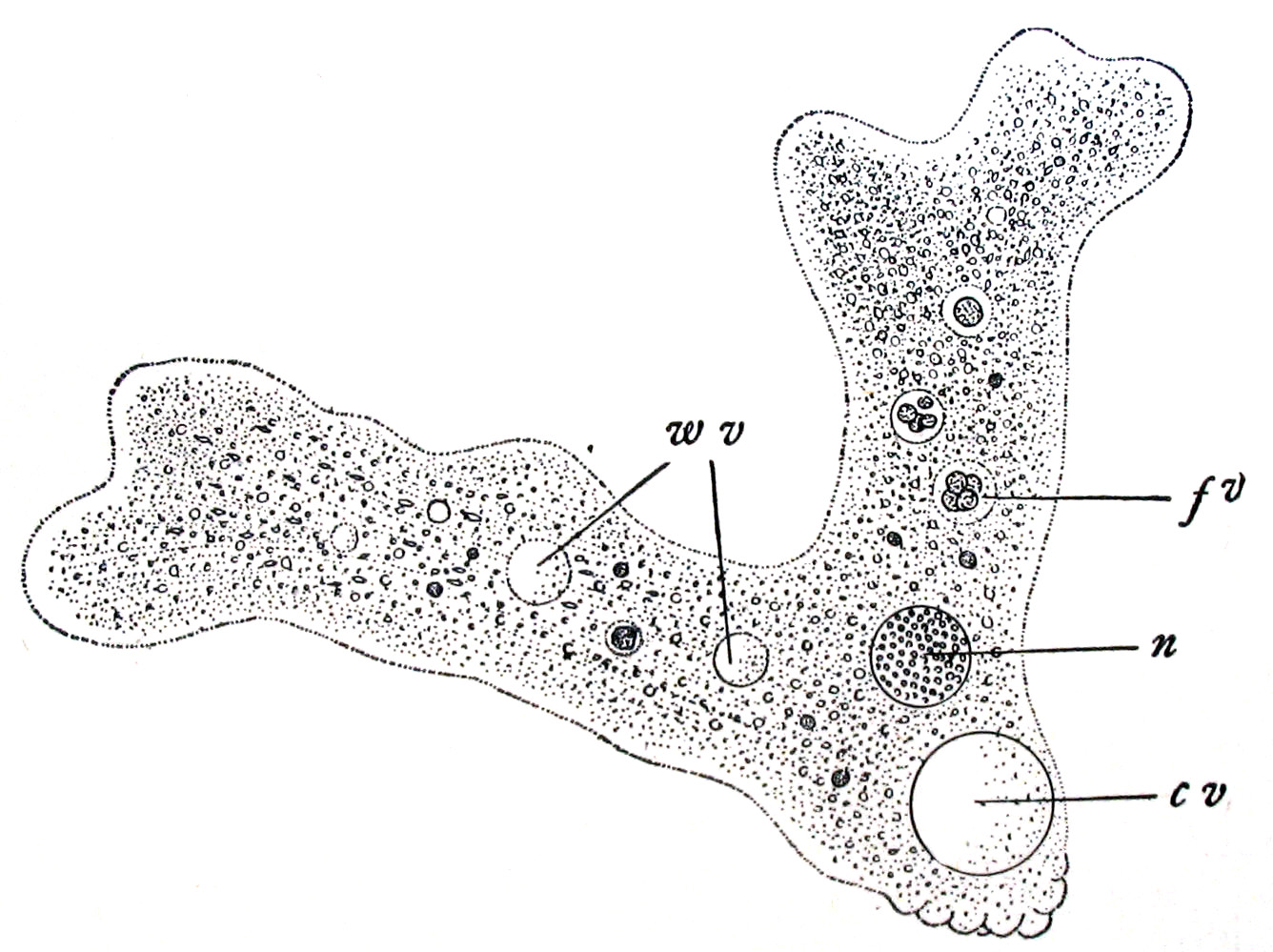
Eine Amöbe in einer Zeichnung von 1900: Das Endoplasma füllt fast den ganzen Zellbereich aus, das Ektoplasma ist dagegen nur am Rand vorhanden.

Das Endoplasma, auch Entoplasma oder Entosark, ist der zentrale, innere, Teil des Zytoplasmas vieler einzelliger Organismen. Den außenliegenden Teil des Zytoplasmas bezeichnet man als Ektoplasma, beide unterscheiden sich in ihrer Konsistenz voneinander. Beide Plasmaarten sind nicht grundsätzlich verschieden, sondern unterscheiden sich nur in der unterschiedlichen Verteilung von intraplasmatischen Organellen.

## Aufbau und Funktion
Das Endoplasma enthält alle zentralen Organellen wie den Zellkern, Mitochondrien, endoplasmatisches Retikulum sowie Nahrungsvakuolen und andere Bestandteile der Zelle.
Im Gegensatz zum viskosen Ektoplasma (Plasmagel) hat das Endoplasma eine flüssige Konsistenz und wird daher als Plasmasol bezeichnet. Vor allem bei der Ausbildung von Pseudopodien kommt es zu einer Vermischung beider Bestandteile (Gel-Sol-Übergänge); das Ektoplasma verflüssigt sich und fließt in Richtung des Pseudopodiums während das Endoplasma in das Pseudopodium fließt und am Rand viskoser wird. Bei der Fortbewegung unbeschalter Amöben kommt es zu einer Kontraktion im Ektoplasma, die durch Actin vermittelt wird, wodurch das flüssige Endoplasma eine Strömung entwickelt und in das Pseudopodium fließt.

## Belege
1. 1 2 3  Stichwort „Endoplasma“ in: Herder-Lexikon der Biologie. Spektrum Akademischer Verlag GmbH, Heidelberg 2003. ISBN 3-8274-0354-5.
2. ↑  Stichwort „Ektoplasma“ in: Herder-Lexikon der Biologie. Spektrum Akademischer Verlag GmbH, Heidelberg 2003. ISBN 3-8274-0354-5.